# Elizabeth Sawyer

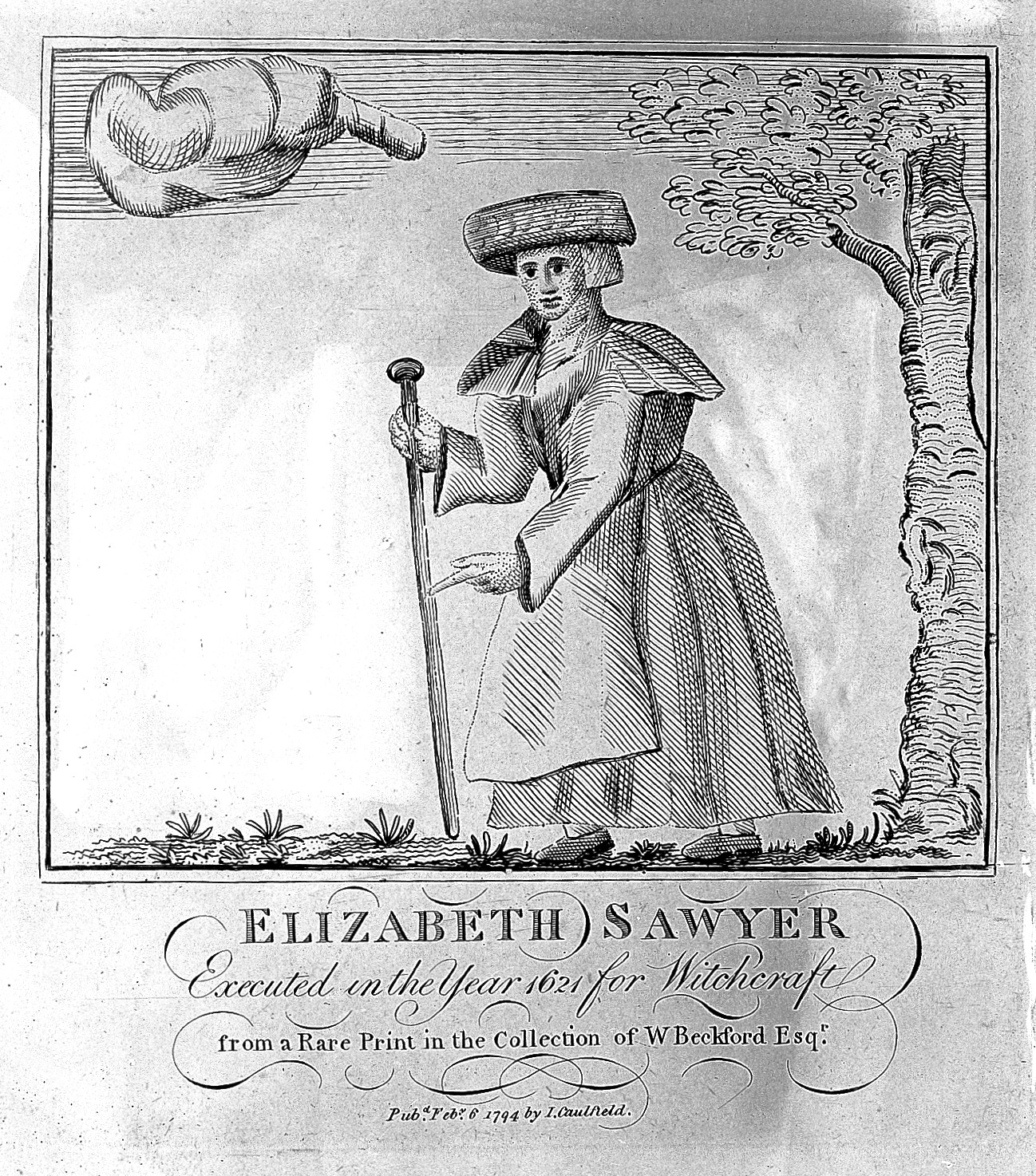
Elizabeth Sawyer

Elizabeth Sawyer, död 1621, var en engelsk kvinna som anklagades för häxeri.
Elizabeth Sawyer bodde i Winchmore Hill. Hon var ökänd för sina svordomar och hädelser, något som troddes ha lockat Satan till att fatta intresse för henne. 
Hon anmäldes för häxeri anklagad för att ha mördat Agnes Ratcleife med hjälp av magi. Hennes motiv uppgavs vara att Ratcleife hade slagit Sawyers sugga, sedan denna ätit en tvål, som tillhörde Ratcleife. Hon påstods ha blivit förförd av en djävulshund vid namn Tom till att tjäna Satan, som sedan besökte henne regelbundet. Rätten tillkallade kvinnor för att undersöka om det fanns en djävulsmärke på hennes kropp, och de uppgav sig ha funnit ett sådant i närheten av hennes anus. Djävulsmärket var ett vägande skäl till att juryn fann henne skyldig.  
Hennes fall var en av de mest omtalade enskilda rättegångarna av sitt slag i England under 1600-talet, och beskrevs i den samtida berömda pamfletten The Wonderfull Discoverie of Elizabeth Sawyer, a Witch (1621) av Henry Goodcole. 
Hennes fall var förebild för Thomas Dekkers pjäs The Witch of Edmonton.